# Wii Sports
Vous lisez un « article de qualité » labellisé en 2009.
Wii Sports (Wii スポーツ, Wii Supōtsu) est un jeu vidéo de sport développé et édité par Nintendo comme titre de lancement pour la console de jeux vidéo Wii. Il est commercialisé dans un premier temps en Amérique du Nord le 19 novembre 2006, et sort le mois suivant au Japon, en Australie et en Europe. Le jeu est inclus dans une offre groupée avec la Wii sur tous les territoires, excepté au Japon et en Corée du Sud, faisant de lui le premier jeu vendu avec une console Nintendo lors de sa sortie depuis Super Mario World sur Super Nintendo en 1990. Wii Sports a entamé la série de jeux Wii de Nintendo.
Le jeu est un ensemble de cinq simulations de sport conçues pour initier les nouveaux joueurs à la télécommande Wii. Sont compris un jeu de tennis, de baseball, de bowling, de golf et de boxe. Les joueurs manient la télécommande Wii de manière à reproduire des gestes réels, tel que frapper avec une raquette de tennis. Les règles de chaque jeu sont simplifiées dans le but de les rendre accessibles au plus grand nombre. Le jeu possède également des modes d'entraînement et de tests physiques qui surveillent les progrès du joueur dans les différents sports.
La stratégie marketing de Nintendo a consisté à lancer une vaste campagne commerciale et médiatique, faisant apparaître son produit à la télévision dans des publicités pour la Wii, dans des reportages d'actualité, et dans divers autres programmes. Le succès commercial a été au rendez-vous et en septembre 2020, le jeu comptabilisait 82,90 millions de copies à travers le monde, faisant de lui un des jeux les plus vendus de l'histoire du jeu vidéo aux côtés de Minecraft et Grand Theft Auto V. Il est devenu un divertissement populaire dans les réunions familiales et amicales et lors de compétitions entre joueurs d'âges divers. Wii Sports a été également bien accueilli par la critique et a reçu des récompenses de la part de la presse vidéoludique, informatique et généraliste.
Une suite intitulée Wii Sports Resort est sorti en 2009, tandis qu'un portage haute définition intitulé Wii Sports Club est sorti en 2013 sur Wii U. Une suite spirituelle, Nintendo Switch Sports, est sortie en 2022 sur Nintendo Switch.

## Système de jeu

### Généralités
Wii Sports est un ensemble de cinq jeux de sport distincts, que sont le tennis, le baseball, le bowling, le golf et la boxe — accessibles depuis le menu principal. Les jeux utilisent les capacités de reconnaissance de mouvements de la télécommande Wii et du Nunchuk pour contrôler les actions du personnage à l'écran. Le joueur manie la télécommande pour imiter les gestes propres à la pratique de chaque sport. Ainsi, il doit tenir et utiliser la télécommande Wii comme si elle était un club de golf, une batte de baseball ou une boule de bowling. En revanche, de nombreux aspects du jeu sont contrôlés par la console. Pour le tennis, les mouvements du joueur sont gérés par la Wii, tandis que les coups de raquette dépendent entièrement du joueur.

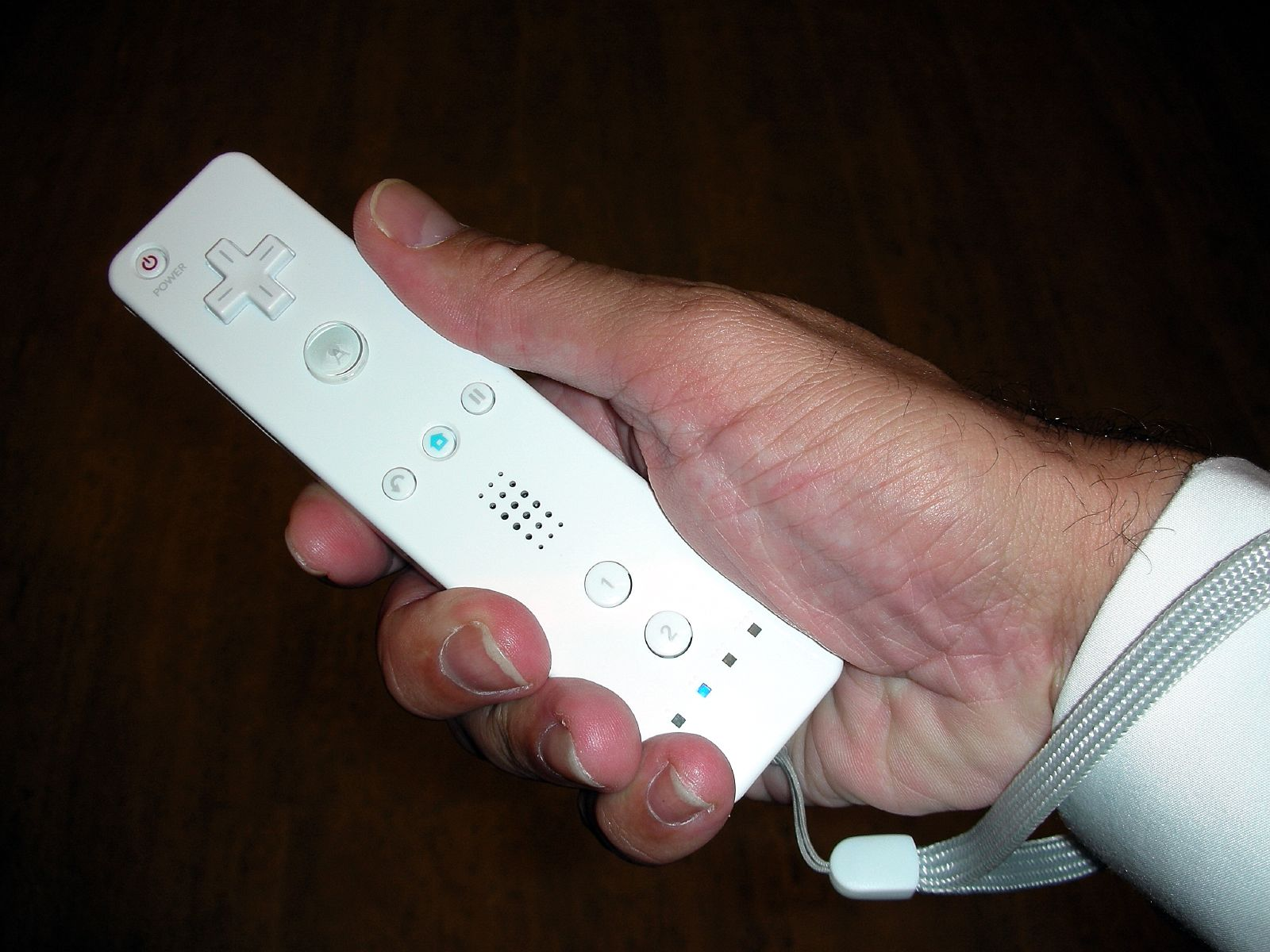
Une télécommande Wii à la main.

Chaque discipline possède un mode de jeu standard — permettant de jouer, tout simplement —, un mode d'entraînement et un mode multijoueur. Le mode standard reprend les principes respectifs de chaque sport : au tennis, jouer un match en double ; au baseball, lancer et taper la balle ; au bowling, faire tomber les dix quilles ; au golf, faire un parcours à trous ; à la boxe, jouer un match en trois rounds. Le mode entraînement est réservé à un seul joueur et lui permet de pratiquer certains aspects des disciplines. Tous les jeux ont un mode « un joueur » et « deux joueurs », et certains autorisent même quatre participants. Les épreuves du bowling et du golf peuvent se jouer à quatre, un joueur après l'autre, en passant la télécommande Wii au joueur suivant après avoir joué, tandis que le tennis permet à quatre joueurs de jouer en même temps avec quatre télécommandes Wii. Le mode multijoueur met en compétition les joueurs les uns contre les autres, de la même manière que ces disciplines dans la vie réelle ; le tennis est la seule exception, suivant les règles d'un match en double — deux contre deux.
Les personnages du jeu sont pris depuis la chaîne Mii de la Wii, qui permet de créer un Mii — un avatar personnalisé par le joueur, qui peut être importé dans les jeux supportant cette fonctionnalité. Wii Sports est le premier titre de la console à l'exploiter. Les Mii sauvegardés apparaissent parmi les spectateurs durant les matchs de tennis et de boxe, et dans l'équipe adverse pour l'épreuve du baseball. Les personnages non joueurs sont créés par le jeu grâce aux outils de la chaîne Mii. Les Mii créés peuvent être transférés dans la mémoire interne de la télécommande Wii et réutilisés depuis n'importe quelle Wii.

### Les disciplines
Durant l'épreuve de tennis, le joueur manie la télécommande Wii telle une raquette de tennis. Les matchs ont toujours lieu en double, et le joueur gère les deux personnages de son équipe. Les personnages se déplacent automatiquement vers le rebond de la balle, et le joueur la frappe en variant la direction et l'inclinaison de la télécommande, ainsi que la puissance du coup. Nintendo déclare que la télécommande Wii est assez sensible pour permettre d'ajouter des coups spéciaux : le jeu détecte les coups droits, les revers, les volées, les lobs et les slices. Le multijoueur permet de jouer jusqu'à quatre joueurs — deux équipes de deux s'affrontent en même temps.
| Nombre de joueurs par discipline | Nombre de joueurs par discipline |
| -------------------------------- | -------------------------------- |
| Discipline                       | Joueurs                          |
| Tennis                           |                                  |
| Baseball                         |                                  |
| Bowling                          |                                  |
| Golf                             |                                  |
| Boxe                             |                                  |

Durant l'épreuve de baseball, le joueur manie la télécommande Wii telle une batte de baseball lorsqu'il est batteur. Le personnage se place automatiquement sur la base départ, et le joueur frappe la balle envoyée par le lanceur. Il doit avoir une bonne synchronisation pour renvoyer correctement la balle et taper assez fort pour faire un home run. Lors des phases où l'équipe adverse se retrouve à la batte, le joueur occupe la place du lanceur. Il manie alors la télécommande Wii telle une balle de baseball, et peut varier les effets donnés à la balle — balle fronde, balle tire-bouchon, balle courbée — en appuyant sur les boutons A ou B. Le multijoueur autorise deux joueurs — l'un joue le batteur et l'autre le lanceur.
Durant l'épreuve de golf, le joueur manie la télécommande Wii tel un club de golf, qu'il peut d'ailleurs choisir entre plusieurs modèles selon la distance, la surface du terrain, etc.. Le personnage se place automatiquement devant le premier trou, puis après chaque swing, se déplace au nouvel emplacement de la balle. Le joueur frappe la balle en variant la direction du tir, ainsi que sa puissance, et en prenant en compte la pente du terrain, la puissance et la direction du vent. Plus le joueur balance vite la télécommande Wii et plus la balle vole loin, mais si le joueur balance trop vite la télécommande Wii, la balle vole encore plus loin, mais avec une trajectoire courbée. Une fois près du trou, la frappe exige plus de délicatesse et implique le bon alignement de la télécommande. Le multijoueur offre la possibilité de s'affronter jusqu'à quatre joueurs — les joueurs jouent chacun à leur tour.
Durant l'épreuve de boxe, et seulement dans ce jeu, le joueur utilise la télécommande Wii et le Nunchuk. Il en tient un dans chaque main et lance les bras en avant pour donner des coups de poing, qui sont localisés. Placer les mains devant soi permet de bloquer les coups de poing de l'adversaire, grâce aux gardes haute et basse. Le joueur peut également esquiver les coups en se penchant sur les côtés. Le personnage est placé automatiquement devant le joueur adverse, en transparence — idée déjà présente à l'époque dans la série Punch-Out!! de Nintendo. Le multijoueur accepte deux joueurs — l'écran est divisé en deux.
Durant l'épreuve de bowling, le joueur manie la télécommande Wii telle une boule de bowling. Le personnage se place automatiquement en début de piste, et le joueur balance la télécommande en arrière, et la pousse ensuite en avant pour faire rouler la boule en direction des quilles. Un effet peut être mis sur la boule en inclinant la télécommande Wii à la fin du lancer, et la puissance du coup est prise en compte. Le multijoueur permet de s'affronter jusqu'à quatre joueurs — les joueurs jouent chacun à leur tour.

### La progression du joueur
Après un match, le joueur est récompensé ou pénalisé par des points de compétence fondés sur ses performances. Le jeu conserve ces points en traçant un graphique, complété à la fin de chaque nouveau match. Après avoir obtenu assez de points de compétence dans un sport (1000), un joueur est attribué du titre « niveau pro », et d'une nouvelle apparence pour son Mii. Durant les matchs solo de boxe et de tennis, la taille du public grandit avec le niveau de compétence du joueur.
Pour éviter la triche au niveau de la montée des points (un joueur qui fait un match de tennis ou de boxe avec son ami qui se laisse battre à plate couture pour que le joueur gagne des points par exemple), les matchs fait entre deux joueurs réels quand ceux-ci sont en confrontation directe ne rapportent pas de points.
Wii Sports dispose également d'un test de condition physique qui calcule l'« âge physique » du joueur, où le meilleur âge est 20 ans. Le test évalue les performances du joueur dans trois défis aléatoirement choisis dans le mode entraînement. Les conditions physiques du joueur sont notées sur son équilibre, sa vitesse et son endurance. Le test ne peut être fait qu'une fois par jour et par Mii. Les résultats du test sont représentés dans un graphique sur un, deux ou trois mois.

## Développement

### Concepts et motivations
Le projet Wii Sports est confié à Katsuya Eguchi, à la tête du Groupe de Développement 2 au Nintendo Entertainment Analysis and Development. Avec la Wii, Nintendo désire toucher les joueurs habituels et les personnes qui n'ont jamais joué aux jeux vidéo auparavant. Pour ce faire, ils ont besoin d'un logiciel assez complexe pour demander de nombreuses heures de jeu pour progresser, et assez simple pour que la prise en main soit immédiate, et que les joueurs interagissent ensemble de façon amusante dès les premières minutes de jeu. Nintendo veut également que les joueurs utilisent leur Wii au quotidien, et Wii Sports se doit d'être le titre phare de la console pour aider à atteindre ce but.
Wii Sports a été conçu comme une simple introduction à la Wii, destinée à offrir quelque chose à la fois aux joueurs et aux non-joueurs. Le thème des sports a été choisi en raison de son attrait populaire auprès de tous. Plutôt que de proposer des sportifs professionnels ou des graphismes réalistes, le jeu a été conçu pour être le plus simple possible, pour que tout le monde puisse y jouer. Les phases de jeu comme la course vers la balle de tennis ou le libre déplacement des boxeurs ont été exclus afin de conserver cette simplicité.
Wii Sports est inclus dans le paquetage promotionnel de la Wii en dehors du Japon, parce que les dirigeants de Nintendo savent que le jeu ne se vendra pas en occident. Ils s'attendent à ce que les occidentaux achètent la Wii pour jouer à The Legend of Zelda: Twilight Princess, un titre important mais visant les joueurs habitués de la firme. Ils pensent alors qu'en fournissant gratuitement le jeu avec la console, les joueurs seront plus enclins à y jouer, et que s'ils y prennent du plaisir, Wii Sports se fera une réputation et aidera la Wii à se propager dans les mœurs. Wii Sports est le fer de lance de Nintendo, le point central du marketing de la Wii pour son lancement.

### Annonces et présentations

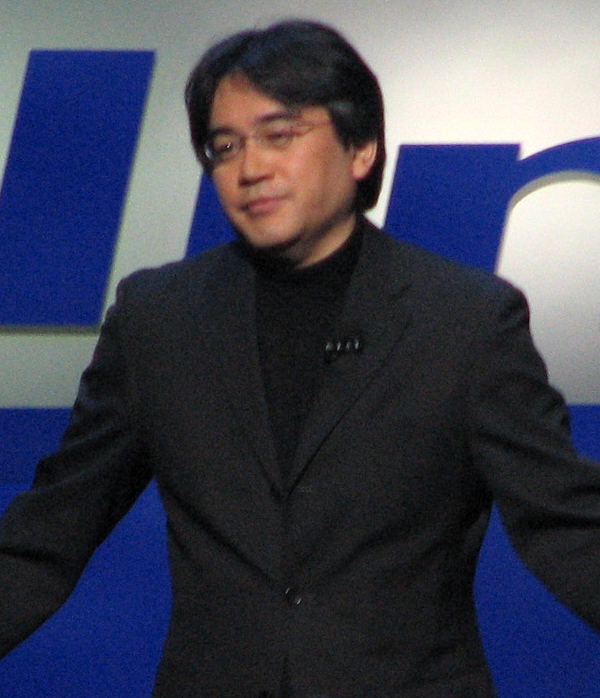
Satoru Iwata lors de la conférence de presse Nintendo pré-E3 2006.

Au début de l'année 2006, seul Wii Sports: Tennis est connu de la presse et du public. Quelques jours avant l'ouverture de l’Electronic Entertainment Expo se tenant du 9 au 12 mai 2006, durant la conférence de presse de Nintendo, le jeu est annoncé comme étant une compilation de plusieurs disciplines sportives. Satoru Iwata officialise alors le nom de Wii Sports et déclare qu'il comprendra un jeu de tennis, de golf et de baseball. Le jeu est présenté aux journalistes au moyen d'une bande-annonce sur écran géant, puis sur scène par une démo jouable à laquelle prennent part Iwata et Reggie Fils-Aime dans un match de tennis en double contre Shigeru Miyamoto et Scott Dyer, un journaliste pris au hasard dans la salle – le match est remporté par ces deux derniers. Les autres jeux possèdent alors des titres proches de celui du tennis : Wii Sports: Baseball et Wii Sports: Golf. À l'époque, le jeu de baseball ne permet que de prendre la place du batteur. Une autre discipline est dévoilée, Wii Sports: Airplane. Ce jeu d'avion était semblable au jeu Pilotwings et exigeait que le joueur manœuvre un avion à travers des anneaux dans un laps de temps imparti. Il n'a pas été inclus dans le Wii Sports final, mais il était prévu qu'il soit commercialisé seul, sous le nom de Wii Motor Sports Airplane — le jeu n'est jamais sorti. Lors de cet Electronic Entertainment Expo 2006, Wii Sports est récompensé du titre de « meilleur jeu de sport » par les jurés des Game Critics Awards.
Lors de la manifestation du Nintendo World le 14 septembre 2006, Reggie Fils-Aime annonce que Wii Sports sera inclus gratuitement avec la Wii en Amérique du Nord et en Europe. Les disciplines du bowling et de la boxe sont alors dévoilées,. L'intégralité du jeu est donc connue trois mois avant sa sortie.
Durant la Game Developers Conference de 2007, Miyamoto est revenu sur ses inspirations pour Wii Sports et a avoué qu'à un moment du développement, il a essayé de mettre des personnages de l'univers de Mario dans le jeu. Les Miis se sont révélés plus satisfaisants.

### Technique
Le jeu est conçu pour s'afficher au format seize neuvièmes, gérer le balayage progressif, tourner à 60 images par seconde, et faire usage de l'accéléromètre de la télécommande Wii pour interpréter les mouvements du joueur. Lors d'une interview, Katsuya Eguchi mentionne qu'il a expérimenté l'utilisation du WiiConnect24 pour peut-être mettre en ligne un tableau des meilleurs scores au golf et au tennis. Cette fonctionnalité n'a pas été conservée.

### Équipe de développement

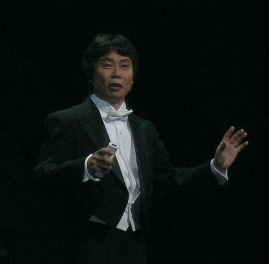
Shigeru Miyamoto à la conférence de presse Nintendo pré-E3 2006.

Quelques membres à la tête du projet, entre autres :
- Producteur : Katsuya Eguchi
- Coproducteur : Kiyoshi Mizuki
- Producteur général : Shigeru Miyamoto
- Producteur exécutif : Satoru Iwata
- Réalisateurs : Keizo Ohta, Takayuki Shimamura, Yoshikazu Yamashita
- Assistant réalisateur : Shinya Hiratake
- Programmeurs principaux : Kenta Sato, Takeshi Miyamoto, Ichiro Suzuki, Yuichiro Okamura
- Graphiste principal : Junji Morii
- Musique : Kazumi Totaka
- Voix : Josh Millman
- Voix des Mii : Jason Griffith, Bentley Jones, David Humphrey et Shinobu Satouchi: Mii des garçons

Elle Fanning, Laura Bailey, Emi Nitta et Riho Iida: Mii des filles.

## Accueil

### Ventes et succès
Wii Sports est un important succès commercial ; à la fin de 2007, il est le jeu le plus vendu sur Wii. Au Japon, où le jeu n'est pas inclus avec la console, il s'est vendu à 176 167 exemplaires durant les deux premiers jours de sa sortie — un record pour la septième génération des consoles dans ce pays. En février 2007, on décompte un million de copies,. Il faudra attendre la sortie de sa suite, Wii Sports Resort, pour voir les ventes du titre s'effondrer, mais il restera néanmoins la deuxième meilleure vente du pays sur Wii après New Super Mario Bros. Wii avec presque 3,7 millions d'exemplaires vendus.
En Occident, le jeu étant fourni d'office avec la Wii, les ventes sont par conséquent bien plus importantes et cela en fait l'un des jeux les plus vendus de tous les temps. Les ventes mondiales sont de 82,90 millions d'exemplaires au 30 septembre 2020.
Après avoir lancé de nouveau bundle en Europe et en Amérique du Nord, il devient possible de se procurer une Wii sans forcément avoir le jeu Wii Sports. En 2011, Nintendo propose donc pour la première fois le jeu au détail en Occident, l'intégrant dans sa gamme Nintendo Selects — à bas prix — ce qui permet au jeu de continuer à se vendre.

### Accueil de la presse
Dans l'ensemble, Wii Sports reçoit des avis positifs,. GameTrailers parle d'« un bon complément à la Wii » et affirme que l'ensemble des cinq jeux forme une « très bonne compilation ». Il observe que les jeux sont prévus pour satisfaire les joueurs confirmés sur la durée, sans les rendre inaccessibles aux novices. Il déclare toutefois que l'absence d'un mode tournoi est dommage, et ne recommanderait pas d'acheter Wii Sports s'il n'était pas livré avec la console. GamePro approuve aussi la gratuité du jeu. IGN déclare que « Wii Sports est un titre qui démontre le potentiel de la télécommande Wii » et félicite la possibilité d'importer des Miis. GameSpot complimente l'aspect multijoueur et le test de condition physique. La presse félicite la prise en main rapide et facile. IGN trouve les contrôles « révolutionnaires » et les décrit comme intuitifs. GamePro fait des échos similaires, invoquant la facilité de prise en mains et le contrôle des mouvements réaliste, alors que GameSpot trouve la reconnaissance des mouvements parfois imparfaite. La presse critique les graphismes et le manque de profondeur de chacun des jeux pris séparément. IGN qualifie les graphismes de « génériques » et d'« archaïques ». GamePro compare les graphismes de Wii Sports à des graphismes de GameCube et GameTrailers déclare qu'ils sont du niveau de ceux de la Nintendo 64. GameSpot critique la nature trop simplifiée des jeux et GamePro affirme que les jeux de Wii Sports sont moins approfondis que les jeux de sport ordinaires sur console.
Chacun des cinq jeux reçoit des critiques individuelles. IGN apprécie le tennis, le bowling et le baseball qui sont « funs et addictifs », alors que pour Eurogamer le baseball, le golf et la boxe pâtissent d'un manque de profondeur comparés au tennis et au bowling. John C. Dvorak, joueur de bowling et chroniqueur dans PC Magazine, félicite la physique réaliste utilisée dans le bowling et ajoute que « Nintendo a fait un travail extraordinaire de codage ». Il y trouve un bon complément sportif, mais se plaint qu'une utilisation prolongée cause des douleurs aux poignets et aux épaules. IGN classe le bowling comme la meilleure expérience de Wii Sports. Avant sa sortie, IGN remarque un exploit permettant de réaliser des strikes facilement, ce qui diminue l'intérêt du bowling. Il constate après la sortie du jeu que le bug n'a pas été corrigé. GameTrailers cite le golf comme le plus approfondi des jeux de Wii Sports, mais critique le manque de terrains et les contrôles imprécis causant des coups imprévisibles. De même, GamePro trouve que le golf est le meilleur des cinq jeux, mais lui reproche d'être le plus difficile à prendre en main. GameTrailers juge le tennis le plus accessible et le plus facile à jouer, mais critique la difficulté pour varier les coups. IGN apprécie le tennis pour son « fun », mais dénonce un manque de précision dans les mouvements. Il qualifie la boxe de « corvée » et le place comme le moins bon des jeux de Wii Sports.

### Récompenses
Après sa présentation à l'E3 2006, Wii Sports remporte plusieurs récompenses. Au salon, il gagne le Game Critics Awards du meilleur jeu de sport. 1UP.com le liste dans les meilleurs jeux Wii et dans les jeux les plus originaux de son classement des favoris de l'E3 2006.
Après sa sortie, Wii Sports reçoit de nombreuses récompenses provenant d'organisations, de magazines et de sites web. IGN lui décerne le prix de meilleur jeu de sport 2006. Le magazine Time place le jeu à la première place de son top dix des jeux vidéo de 2006. Wii Sports remporte le Prix Innovation de Famitsu. L’Electronic Gaming Monthly le récompense de la meilleure expérience multijoueur 2006. À l'Interactive Achievement Awards 2007, Wii Sports gagne trois prix pour l'ingéniosité de son gameplay, son game design et l'innovation apportée. En 2007, le jeu remporte le Prix Innovation et le prix du meilleur game design aux Game Developers Choice Awards, et gagne le Grand Prix de la branche divertissement du Japan Media Arts Festival. Aux BAFTA Games Awards 2007, Wii Sports est victorieux dans six des treize catégories présentées : Casual, Gameplay, Stratégie & Simulation, Sports, Innovation, et Multijoueur.

## Impact
Wii Sports, facteur majeur du succès mondial de la Wii, est le premier opus de la série de jeux « Wii » de Nintendo. Cette série inclut aussi les jeux Wii Play, Wii Fit, Wii Échecs et Wii Music. Une suite intitulée Wii Sports Resort est sortie à l'été 2009.

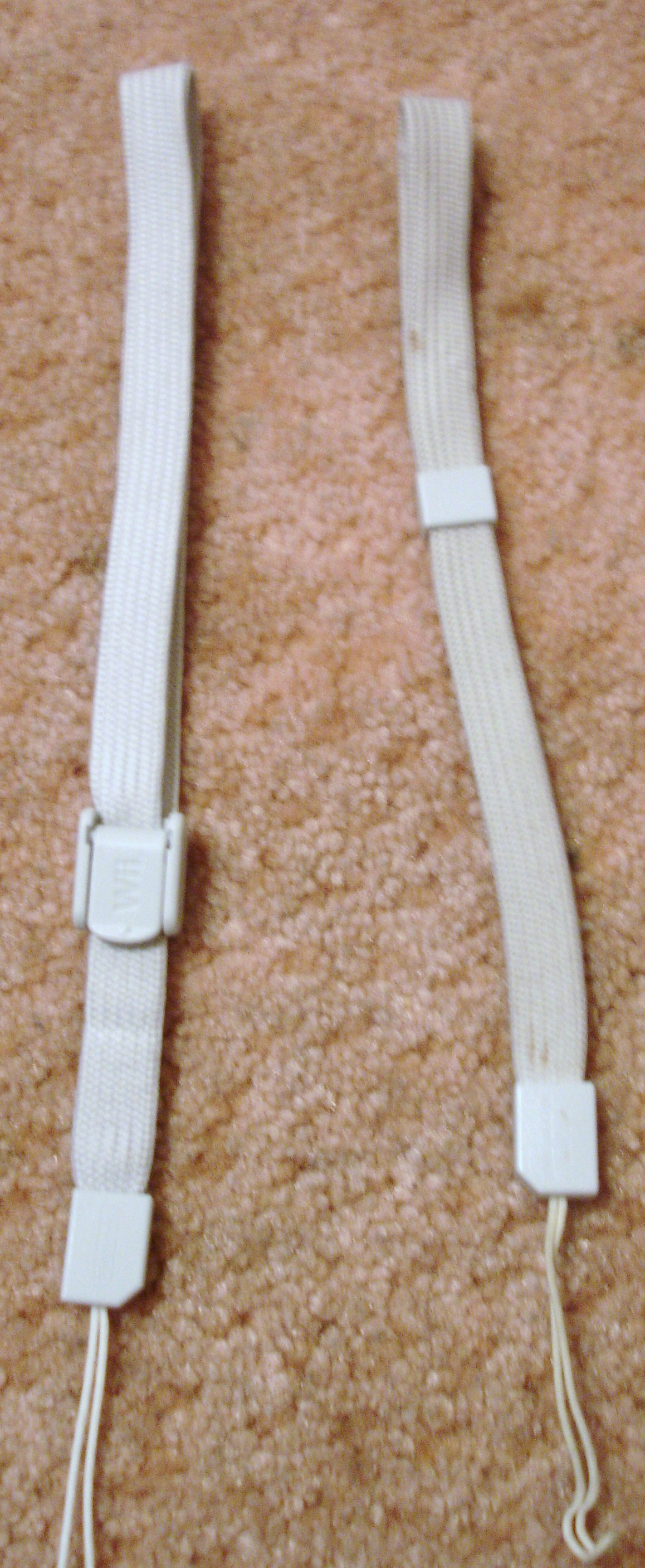
La nouvelle dragonne de télécommande Wii (à gauche) comparée à la dragonne originelle (à droite).

Le jeu a été reconnu, avec Wii Fit, pour avoir attiré de nouvelles branches de joueurs, telles que les joueurs occasionnels, les femmes et les personnes âgées. Il a aussi été reconnu qu'il pouvait offrir une expérience de ralliement pour tous les membres de la famille, ainsi qu'un moyen de faire de l'exercice et de perdre du poids en jouant régulièrement. Une étude touchant les adolescents de 13 à 15 ans, conduite par l'Université John Moores de Liverpool, conclut que les joueurs consomment 2 % plus d'énergie qu'en jouant sur d'autres consoles. Ils déclarent que le jeu ne peut remplacer un sport réel, mais peut contribuer à la gestion de son poids. Wii Sports a été utilisé pour aider dans la physiothérapie d'un boxeur à l'hôpital de réadaptation Glenrose à Edmonton, de victimes d'accident à Minneapolis et Raleigh, et de soldats blessés à Prescott et Landstuhl.
Après la sortie de la Wii, les joueurs ont commencé à encourir des blessures en jouant à Wii Sports, en frappant accidentellement d'autres joueurs ou des objets en balançant la télécommande Wii. À propos de ce phénomène, le porte-parole de Nintendo, Yasuhiro Minagawa, affirme : « les gens ont tendance à être un peu excités, particulièrement en jouant à Wii Sports, et dans certains cas la télécommande viendrait à s'échapper de leurs mains ». Cette série d'accidents liée à la Wii et à Wii Sports incite le président de Nintendo, Satoru Iwata, à développer une campagne de prévention pour réduire de tels incidents. Cette campagne conseille aux joueurs de toujours enfiler autour du poignet la dragonne fournie avec la télécommande Wii. Or, ses dragonnes se brisent parfois, n'étant pas assez robustes : Nintendo répond au problème en rappelant 3,2 millions de dragonnes de télécommande Wii et en produisant de nouvelles dragonnes presque deux fois plus épaisses.
La popularité de Wii Sports en a fait le centre d'attraction de réunions sociales et de compétitions. Les résidents des centres pour personnes âgées et des maisons de retraite ont formé des ligues de joueurs de Wii Sports, notamment pour le bowling,. Après sa sortie australienne, Nintendo et Myer, une chaîne australienne de grands magasins, ont tenu un tournoi de Wii Sports sur le tennis en janvier 2007 à Melbourne. Les gagnants ont rivalisé contre les joueurs de tennis professionnels Pat Cash et Mark Woodforde, et furent récompensés de nouvelles Wii. Un tournoi non officiel de Wii Sports sur le tennis, intitulé « Wiimbledon », s'est tenu dans un bar de Brooklyn le 23 juin 2007, et a réuni 128 joueurs, vêtus pour certains de costumes,.
Wii Sports a eu de nombreux passages télévisés. Le jeu est apparu dans les publicités officielles de la Wii et dans les actualités de chaînes télévisées telle que ABC ou NBC,,. Le jeu a figuré dans plusieurs émissions et séries télévisées. Une émission du Late Night with Conan O'Brien a donné lieu à un match de tennis entre Conan O'Brien et la joueuse Serena Williams. Un affrontement de boxe entre le premier ministre canadien Jean Chrétien et Rick Mercer a eu lieu dans une émission de The Rick Mercer Report. Le jeu de boxe est aussi apparu dans une émission du The Colbert Report où le combat engageait des Miis à l'effigie de Stephen Colbert et de la Présidente de la Chambre des représentants des États-Unis Nancy Pelosi. À la 80e cérémonie des Oscars, le présentateur Jon Stewart et l'invitée Jamia Simone Nash ont disputé un match de tennis sur l'un des gigantesques écrans de projection de l'événement.

## Postérité
Wii Sports a donné naissance à une suite, Wii Sports Resort, qui propose d'autres sports tel que le frisbee, la motomarine (jet ski), le tennis de table ou le kendo, tout en revisitant des sports déjà présents dans Wii Sports comme le golf. Annoncé à l'E3 2008, cette suite est l'un des premiers jeux exploitant le Wii MotionPlus.
Le succès de Wii Sports a naturellement inspiré d'autres entreprises de jeux vidéo. Les Sports Island et Sports Island 2 d'Hudson Soft lui sont très similaires, mais n'ont pas reçu les critiques attendues. IGN affirme que seulement deux des dix jeux proposés par Sports Island sont plaisants. Les World Championship Sports et World Championship Sports: Summer d'Activision s'inspirent même de Wii Sports pour leurs jaquettes. Gamekult a déclaré « Peu original, moche et mal pensé, World Championship Sports n'a strictement rien d'amusant ». L’Electronic Gaming Monthly a aussi jugé Mario et Sonic aux Jeux olympiques inspiré de Wii Sports, Big Beach Sports de THQ ou Game Party de Midway Games.
De fausses Wii sont apparues sur le marché du jeu vidéo, présentant des clones de Wii Sports, comme la console chinoise Vii. Cette console offre douze jeux inclus par défaut dans la machine, dont Happy Tennis, Bowling, Alacrity Golf et Fantasy Baseball.
Une reprise de Wii Sports intitulée Wii Sports Club, revisitant les sports du jeu en y incluant de nouveaux modes de jeu, et permettant aux joueurs d'affronter d'autres joueurs en ligne, est disponible en téléchargement payant sur la Wii U.
Le jeu Nintendo Switch Sports, sorti le 29 avril 2022 sur Nintendo Switch, reprend le même concept que Wii Sports en proposant plusieurs nouvelles disciplines, comme le badminton et le volley-ball.

## Clins d'œil
Les neuf parcours de golf sont tirés du jeu Golf sorti sur NES en 1984.
Dans l'épisode no 11 de la saison 21 de la série Les Simpson, Matt Groening parodie Wii Sports en le renommant ZiiSports.

### Médias externes
- [PDF] Manuel d'instructions de Wii Sports.
- [vidéo] Premières expériences à la boxe.
- [vidéo] Premières expériences au bowling.
- [vidéo] Premières expériences au baseball.
- [vidéo] Premières expériences au tennis.
- [vidéo] Premières expériences au golf.